# Милтонберг (Охајо)
Милтонберг (енгл. Miltonsburg) град је у америчкој савезној држави Охајо.

## Демографија
По попису из 2010. године број становника је 43, што је 14 (48,3%) становника више него 2000. године.
| Група             | 2000.       | 2010.       |
| Белци             | 29 (100,0%) | 43 (100,0%) |
| Афроамериканци    | 0 (0,0%)    | 0 (0,0%)    |
| Азијати           | 0 (0,0%)    | 0 (0,0%)    |
| Хиспаноамериканци | 0 (0,0%)    | 0 (0,0%)    |
| Укупно            | 29          | 43          |